# Montes Găina
Los montes Găina son un grupo montañoso de los montes Apuseni que pertenece a la cadena montañosa de los Cárpatos occidentales. Aquí tiene lugar la famosa Feria de las Niñas en el Monte Găina.
El pico más alto es el pico Găina, con 1.486 m. 

## Tradiciones[1]
En estos montes se celebraba la Feria de las Mozas (Târgul de fete de pe Muntele Găina). En verano, el día de San Elías (tradicionalmente el 20 de julio) o el domingo más cercano al día de San Elías (de hecho, antiguamente se celebraba el primer domingo después de la fiesta de San Pedro y Pablo, pero en el "estilo antiguo"), mientras que con la introducción del calendario gregoriano, "estilo nuevo", llegó a las cercanías de San Elías), se celebraba esta feria a la que asisten novias que querían ser prometidas a muchachos. La preparación para esta festividad puede tomar años para las mozas quienes traen la dote recibida de sus padres y familiares empacada en hermosas cajas de ajuar talladas con diferentes motivos florales. Los organizadores eran delegados del pueblo de Vidra (llamados vidrești) y del pueblo de Burzești (llamados crișeni).
La celebración comenzaba temprano en la mañana. Las familias con mozas casaderas llegaban con carpas donde se exhibía la dote. Al mismo tiempo, se celebraba un mercado en el que se vendían herramientas agrícolas. Los lugareños creían que solo aquí, en el monte Găina, las bodas traían suerte y felicidad.